# Зімбабвійський долар
Зімбабві́йський до́лар чи до́лар Зімба́бве (англ. Zimbabwean dollar) — грошова одиниця Зімбабве, що існувала до 30 червня 2009 року.

## Галопуюча
21 серпня 2006 року з'явився «другий долар», коли «перший долар» був обміняний на «другий» за курсом 1000 до одного.
1 серпня 2008 року в Зімбабве була проведена деномінація, один долар відповідав 10000000000 попередніх («других») доларів.
2 лютого 2009 року «третій долар» був деномінований, за курсом трильйон до одного.
12 квітня 2009 року стало відомо про заборону обороту долара Зімбабве. Замість нього жителі країни стали використовувати долари США, фунти стерлінгів Сполученого королівства, а також валюти сусідніх держав, що мають більш стабільну економіку.
30 червня зімбабвійський долар припинив своє існування за рішенням Резервного банку Зімбабве.
За офіційними даними, за рік інфляція досягла 231 млн % на рік (на липень 2008). За неофіційними — 6,5 квінкватригінтиліонів % (тобто 6,5 × 10108 %, грудень 2008). Втім, вона насилу піддається обчисленню.
Наприклад, банка пива 4 липня 2008 року о 17:00 за місцевим часом коштувала 100 млрд зімбабвійських доларів, вже через годину вона стала коштувати 150 млрд.

## Монети

### Перший долар
| Монети     | Монети    | Монети                                       | Монети       | Монети       | Монети   | Монети | Монети                                       |
| Зображення | Номінал   | Матеріал                                     | Діаметр (мм) | Товщина (мм) | Маса (г) | Опис | Роки карбування                              |
| ---------- | --------- | -------------------------------------------- | ------------ | ------------ | -------- | --- | -------------------------------------------- |
|            | 1 цент    | бронза                                       | 18,45        | 1.45         | 3,10     | Аверс: птах Зімбабве, назваа держави і рік карбування Реверс: номінал в обрамленні листків вогняної лілії Гурт рубчастий   | 1980 1982 1983 1986 1988                     |
|            | 1 цент    | сталь, плаков. бронзою                       | 18,45        | 1,50         | 3,00     | Аверс: птах Зімбабве, назваа держави і рік карбування Реверс: номінал в обрамленні листків вогняної лілії Гурт рубчастий   | 1989—1991 1994 1995 1997 1999                |
|            | 5 центів  | мідно-нікелевий сплав                        | 17,00        | 1,39         | 2,50     | Аверс: птах Зімбабве, назва держави і рік карбування Реверс: номінал, заєць, що сидить Гурт гладенький                     | 1980 1982 1983 1985 1988—1991 1995 1997 1999 |
|            | 10 центів | мідно-нікелевий сплав                        | 20,00        | 1,54         | 3,80     | Аверс: птах Зімбабве, назва держави і рік карбування Реверс: номінал, adansonia digitata Гурт гладенький                   | 1980 1983 1987—1991 1994 1997 1999           |
|            | 10 центів | сталь, плаков. нікелем                       | 20,00        | 1,80         | 3,80     | Аверс: птах Зімбабве, назва держави і рік карбування Реверс: номінал, adansonia digitata Гурт гладенький                   | 2001—2003                                    |
|            | 20 центів | мідно-нікелевий сплав                        | 22,00        | 1,50         | 5,50     | Аверс: птах Зімбабве, назва держави і рік карбування Реверс: номінал, міст через р. Саве Гурт гладенький                   | 1980 1983 1987—1989 1991 1994 1996 1997      |
|            | 20 центів | сталь, плаков. нікелем                       | 23,00        | 2,00         | 5,50     | Аверс: птах Зімбабве, назва держави і рік карбування Реверс: номінал, міст через р. Саве Гурт гладенький                   | 2001—2003                                    |
|            | 50 центів | мідно-нікелевий сплав                        | 25,95        | н/д          | 7,50     | Аверс: птах Зімбабве, назва держави і рік карбування Реверс: номінал, балансуючі камені на тлі сходу сонця Гурт гладенький | 1980 1983 1987—1989 1991 1994 1996 1997      |
|            | 50 центів | сталь, плаков. нікелем                       | 26,00        | н/д          | 7,50     | Аверс: птах Зімбабве, назва держави і рік карбування Реверс: номінал, балансуючі камені на тлі сходу сонця Гурт гладенький | 2001—2003                                    |
|            | 1 долар   | мідно-нікелевий сплав                        | 29,00        | 1,90         | 9,90     | Аверс: птах Зімбабве, назва держави і рік карбування Реверс: номінал, руїни Великого Зимбабве Гурт гладенький              | 1980 1993 1997                               |
|            | 1 долар   | сталь, плаков. нікелем                       | 29,00        | 1,90         | 10,10    | Аверс: птах Зімбабве, назва держави і рік карбування Реверс: номінал, руїни Великого Зимбабве Гурт гладенький              | 2001—2003                                    |
|            | 2 долари  | латунь                                       | 24,00        | 2,60         | 9,50     | Аверс: птах Зімбабве, назва держави і рік карбування Реверс: номінал, панголін Гурт рубчастий                              | 1997                                         |
|            | 2 долари  | сталь, плаков. бронзою                       | 24,50        | 2,90         | 9,50     | Аверс: птах Зімбабве, назва держави і рік карбування Реверс: номінал, панголін Гурт рубчастий                              | 2001—2003                                    |
|            | 5 доларів | кільце: латунь центр: сталь, плаков. нікелем | 27,40        | 2,05         | 9,05     | Аверс: птах Зімбабве, назва держави і рік карбування Реверс: номінал, носорог у савані Гурт рубчастий                      | 2001—2003                                    |

## Банкноти

### 1 серія
| Серія 1980–1983 років. | Серія 1980–1983 років. | Серія 1980–1983 років. | Серія 1980–1983 років. | Серія 1980–1983 років. | Серія 1980–1983 років. | Серія 1980–1983 років.           | Серія 1980–1983 років.               |
| Рік                    | Зображення             | Зображення             | Номінал (доларів)      | Розміри (мм)           | Основний колір         | Опис                             | Опис                                 |
| Рік                    | Передня сторона        | Задня сторона          | Номінал (доларів)      | Розміри (мм)           | Основний колір         | Передня сторона                  | Задня сторона                        |
| ---------------------- | ---------------------- | ---------------------- | ---------------------- | ---------------------- | ---------------------- | -------------------------------- | ------------------------------------ |
| 1980                   |                        |                        | 2                      |                        | Блакитний              | Номінал, свячений камінь Матапос | Звичайна тигрова риба, гребля Кариба |
| 1983                   |                        |                        | 5                      |                        | Зелений                | Номінал, свячений камінь Матапос | Ферма і село                         |
| 1983                   |                        |                        | 10                     |                        | Червоний               | Номінал, свячений камінь Матапос | Вид Хараре                           |
| 1980                   |                        |                        | 20                     |                        | Фіолетовий             | Номінал, свячений камінь Матапос | Слон і водоспад Вікторія             |
|                        |                        |                        |                        |                        |                        |                                  |                                      |

### 2 серія
| Серія 1994–2003 років | Серія 1994–2003 років | Серія 1994–2003 років | Серія 1994–2003 років | Серія 1994–2003 років | Серія 1994–2003 років | Серія 1994–2003 років             | Серія 1994–2003 років                  |
| Рік                   | Зображення            | Зображення            | Номінал (доларів)     | Розміри (мм)          | Основний колір        | Опис                              | Опис                                   |
| Рік                   | Передня сторона       | Задня сторона         | Номінал (доларів)     | Розміри (мм)          | Основний колір        | Передня сторона                   | Задня сторона                          |
| --------------------- | --------------------- | --------------------- | --------------------- | --------------------- | --------------------- | --------------------------------- | -------------------------------------- |
| 1997                  |                       |                       | 5                     |                       | Червоний              | Номінал, священний камінь Матапос | Гори                                   |
| 1997                  |                       |                       | 10                    |                       | Сірий                 | Номінал, священний камінь Матапос | кручі Чилоджо                          |
| 1997                  |                       |                       | 20                    |                       | Коричневий            | Номінал, священний камінь Матапос | водоспад Вікторія                      |
| 1994                  |                       |                       | 50                    |                       | Зелений               | Номінал, священний камінь Матапос | руїни Великого Зімбабве, Птах Зімбабве |
| 1995                  |                       |                       | 100                   |                       | Рожевий               | Номінал, священний камінь Матапос | гребля Карибської ГЕС                  |
| 2001                  |                       |                       | 500                   |                       | Червоний              | Номінал, священний камінь Матапос | Теплова електростанція в Хванге        |
| 2003                  |                       |                       | 1000                  |                       | Синій                 | Номінал, священний камінь Матапос | Стадо слонів                           |
|                       |                       |                       |                       |                       |                       |                                   |                                        |

### Період інфляції
| Серія BEARER CHEQUE 2003 року | Серія BEARER CHEQUE 2003 року | Серія BEARER CHEQUE 2003 року | Серія BEARER CHEQUE 2003 року | Серія BEARER CHEQUE 2003 року | Серія BEARER CHEQUE 2003 року     | Серія BEARER CHEQUE 2003 року | Серія BEARER CHEQUE 2003 року | Серія BEARER CHEQUE 2003 року |
| Рік                           | Зображення                    | Зображення                    | Номінал (доларів)             | Основний колір                | Опис                              | Опис                          | Дата виходу                   | Дата кінця обороту            |
| Рік                           | Передня сторона               | Задня сторона                 | Номінал (доларів)             | Основний колір                | Передня сторона                   | Задня сторона                 | Дата виходу                   | Дата кінця обороту            |
| ----------------------------- | ----------------------------- | ----------------------------- | ----------------------------- | ----------------------------- | --------------------------------- | ----------------------------- | ----------------------------- | ----------------------------- |
| 2003                          |                               |                               | 5000                          | Блакитний                     | Номінал, священний камінь Матапос |                               | 15 вересня 2003               | 31 грудня 2005                |
| 2003                          |                               |                               | 10 000                        | Червоний                      | Номінал, священний камінь Матапос |                               | 15 вересня 2003               | 31 грудня 2005                |
| 2003                          |                               |                               | 20 000                        | Коричневий                    | Номінал, священний камінь Матапос |                               | 15 вересня 2003               | 31 грудня 2005                |
| 2005                          |                               |                               | 50 000                        | Бузковий                      | Номінал, священний камінь Матапос |                               | 1 жовтня 2005                 | 31 грудня 2006                |
| 2006                          |                               |                               | 100 000                       | Зелений                       | Номінал, священний камінь Матапос |                               | 1 жовтня 2005                 | 31 грудня 2006                |

| Серія BEARER CHEQUE 2006 року | Серія BEARER CHEQUE 2006 року | Серія BEARER CHEQUE 2006 року | Серія BEARER CHEQUE 2006 року | Серія BEARER CHEQUE 2006 року | Серія BEARER CHEQUE 2006 року | Серія BEARER CHEQUE 2006 року | Серія BEARER CHEQUE 2006 року |
| Зображення                    | Зображення                    | Номінал                       | Основний колір                | Опис                          | Опис                          | Дата виходу                   | Дата кінця обороту            |
| Передня сторона               | Задня сторона                 | Номінал                       | Основний колір                | Передня сторона               | Задня сторона                 | Дата виходу                   | Дата кінця обороту            |
| ----------------------------- | ----------------------------- | ----------------------------- | ----------------------------- | ----------------------------- | ----------------------------- | ----------------------------- | ----------------------------- |
|                               |                               | 1 цент                        | Червоний                      | Номінал, пояснювальні написи  | Номінал                       | 1 серпня 2006                 | 31 серпня 2007                |
|                               |                               | 5 центів                      | Зелений                       | Номінал, пояснювальні написи  | Номінал                       | 1 серпня 2006                 | 31 серпня 2007                |
|                               |                               | 10 центів                     | Коричневий                    | Номінал, пояснювальні написи  | Номінал                       | 1 серпня 2006                 | 31 серпня 2007                |
|                               |                               | 50 центів                     | Сірий                         | Номінал, пояснювальні написи  | Номінал                       | 1 серпня 2006                 | 31 серпня 2007                |
|                               |                               | 1 долар                       | Блакитний                     | Номінал, пояснювальні написи  | Ферма і село                  | 1 серпня 2006                 | 31 серпня 2007                |
|                               |                               | 5 доларів                     | Коричневий                    | Номінал, пояснювальні написи  | Вид Хараре                    | 1 серпня 2006                 | 31 серпня 2007                |
|                               |                               | 10 доларів                    | Червоний                      | Номінал, пояснювальні написи  | Ферма і село                  | 1 серпня 2006                 | 31 серпня 2007                |
|                               |                               | 20 доларів                    | Коричневий                    | Номінал, пояснювальні написи  |                               | 1 серпня 2006                 | 31 серпня 2007                |
|                               |                               | 50 доларів                    | Ліловий                       | Номінал, пояснювальні написи  |                               | 1 серпня 2006                 | 31 серпня 2007                |
|                               |                               | 100 доларів                   | Бірюзовий                     | Номінал, пояснювальні написи  | Гори                          | 1 серпня 2006                 | 31 серпня 2007                |
|                               |                               | 500 доларів                   | Зелений                       | Номінал, пояснювальні написи  |                               | 1 серпня 2006                 | 31 серпня 2007                |
|                               |                               | 1000 доларів                  | Коричневий                    | Номінал, пояснювальні написи  | Гори                          | 1 серпня 2006                 | 31 серпня 2007                |
|                               |                               | 10 000 доларів                | Фіолетовий                    | Номінал, пояснювальні написи  |                               | 1 серпня 2006                 | 31 серпня 2007                |
|                               |                               | 100 000 доларів               | Блакитний                     | Номінал, пояснювальні написи  |                               | 1 серпня 2006                 | 31 серпня 2007                |

| Серія BEARER CHEQUE 2007 року | Серія BEARER CHEQUE 2007 року | Серія BEARER CHEQUE 2007 року | Серія BEARER CHEQUE 2007 року | Серія BEARER CHEQUE 2007 року | Серія BEARER CHEQUE 2007 року | Серія BEARER CHEQUE 2007 року | Серія BEARER CHEQUE 2007 року |
| Зображення                    | Зображення                    | Номінал (доларів)             | Основний колір                | Опис                          | Опис                          | Дата виходу                   | Дата кінця обороту            |
| Передня сторона               | Задня сторона                 | Номінал (доларів)             | Основний колір                | Передня сторона               | Задня сторона                 | Дата виходу                   | Дата кінця обороту            |
| ----------------------------- | ----------------------------- | ----------------------------- | ----------------------------- | ----------------------------- | ----------------------------- | ----------------------------- | ----------------------------- |
|                               |                               | 5000                          | Блакитний                     | Номінал, пояснювальні написи  | Гідроспоруда                  | 1 березня 2007                | 31 серпня 2008                |
|                               |                               | 50 000                        | Червоний                      | Номінал, пояснювальні написи  | Слон і водоспад Вікторія      | 1 серпня 2007                 | 31 грудня 2008                |
|                               |                               | 200 000                       | Червоний                      | Номінал, пояснювальні написи  | Теплова електростанція        | 1 серпня 2007                 | 31 грудня 2008                |
|                               |                               | 250 000                       | Оливковий                     | Номінал, пояснювальні написи  |                               | 1 серпня 2007                 | 31 грудня 2008                |
|                               |                               | 500 000                       | Зелений                       | Номінал, пояснювальні написи  | Слони                         | 1 серпня 2007                 | 31 грудня 2008                |
|                               |                               | 750 000                       | Бузковий                      | Номінал, пояснювальні написи  | Слон і водоспад Вікторія      | 1 серпня 2007                 | 31 грудня 2008                |

| Серія BEARER CHEQUE 2008 року | Серія BEARER CHEQUE 2008 року | Серія BEARER CHEQUE 2008 року | Серія BEARER CHEQUE 2008 року | Серія BEARER CHEQUE 2008 року | Серія BEARER CHEQUE 2008 року | Серія BEARER CHEQUE 2008 року | Серія BEARER CHEQUE 2008 року |
| Зображення                    | Зображення                    | Номінал (доларів)             | Основний колір                | Опис                          | Опис                          | Дата виходу                   | Дата кінця обороту            |
| Передня сторона               | Задня сторона                 | Номінал (доларів)             | Основний колір                | Передня сторона               | Задня сторона                 | Дата виходу                   | Дата кінця обороту            |
| ----------------------------- | ----------------------------- | ----------------------------- | ----------------------------- | ----------------------------- | ----------------------------- | ----------------------------- | ----------------------------- |
|                               |                               | 1 000 000                     | Коричневий                    | Номінал, пояснювальні написи  | Ферма і село                  | 18 січня 2008                 | 31 серпня 2008                |
|                               |                               | 5 000 000                     | Синій                         | Номінал, пояснювальні написи  | Гори                          | 18 січня 2008                 | 31 серпня 2008                |
|                               |                               | 10 000 000                    | Червоний                      | Номінал, пояснювальні написи  |                               | 18 січня 2008                 | 31 серпня 2008                |
|                               |                               | 25 000 000                    | Бірюзовий                     | Номінал, пояснювальні написи  | Вид Хараре                    | 18 січня 2008                 | 31 серпня 2008                |
|                               |                               | 50 000 000                    | Фіолетовий                    | Номінал, пояснювальні написи  | Слони                         | 18 січня 2008                 | 31 серпня 2008                |
|                               |                               | 100 000 000                   | Зелений                       | Номінал, пояснювальні написи  | Ферма і село                  | 18 січня 2008                 | 31 грудня 2008                |
|                               |                               | 250 000 000                   | Блакитний                     | Номінал, пояснювальні написи  | Слон і водоспад Вікторія      | 18 січня 2008                 | 31 грудня 2008                |
|                               |                               | 500 000 000                   | Червоний                      | Номінал, пояснювальні написи  |                               | 18 січня 2008                 | 31 грудня 2008                |

| Серія SPECIAL AGRO (AGRICULTURAL) CHEQUES 2008 року | Серія SPECIAL AGRO (AGRICULTURAL) CHEQUES 2008 року | Серія SPECIAL AGRO (AGRICULTURAL) CHEQUES 2008 року | Серія SPECIAL AGRO (AGRICULTURAL) CHEQUES 2008 року | Серія SPECIAL AGRO (AGRICULTURAL) CHEQUES 2008 року | Серія SPECIAL AGRO (AGRICULTURAL) CHEQUES 2008 року | Серія SPECIAL AGRO (AGRICULTURAL) CHEQUES 2008 року | Серія SPECIAL AGRO (AGRICULTURAL) CHEQUES 2008 року |
| Зображення                                          | Зображення                                          | Номінал (доларів)                                   | Основний колір                                      | Опис                                                | Опис                                                | Дата виходу                                         | Дата кінця обороту                                  |
| Передня сторона                                     | Задня сторона                                       | Номінал (доларів)                                   | Основний колір                                      | Передня сторона                                     | Задня сторона                                       | Дата виходу                                         | Дата кінця обороту                                  |
| --------------------------------------------------- | --------------------------------------------------- | --------------------------------------------------- | --------------------------------------------------- | --------------------------------------------------- | --------------------------------------------------- | --------------------------------------------------- | --------------------------------------------------- |
|                                                     |                                                     | 5 000 000 000                                       | Бузковий                                            | Номінал, пояснювальні надписи                       |                                                     | 15 травня 2008                                      | 31 грудня 2008                                      |
|                                                     |                                                     | 25 000 000 000                                      | Зелений                                             | Номінал, пояснювальні надписи                       |                                                     | 15 травня 2008                                      | 31 грудня 2008                                      |
|                                                     |                                                     | 50 000 000 000                                      | Коричневий                                          | Номінал, пояснювальні надписи                       |                                                     | 15 травня 2008                                      | 31 грудня 2008                                      |
|                                                     |                                                     | 100 000 000 000                                     | Синій                                               | Номінал, пояснювальні надписи                       |                                                     | 15 травня 2008                                      | 31 грудня 2008                                      |

### Третій долар
| Серія офіційних банкнот 2008 року. | Серія офіційних банкнот 2008 року. | Серія офіційних банкнот 2008 року. | Серія офіційних банкнот 2008 року. | Серія офіційних банкнот 2008 року. | Серія офіційних банкнот 2008 року. | Серія офіційних банкнот 2008 року. | Серія офіційних банкнот 2008 року.      | Серія офіційних банкнот 2008 року. | Серія офіційних банкнот 2008 року. |
| Рік                                | Зображення                         | Зображення                         | Номінал (доларів)                  | Розміри (мм)                       | Основний колір                     | Опис                               | Опис                                    | Дата виходу                        | Дата кінця обороту                 |
| Рік                                | Передня сторона                    | Задня сторона                      | Номінал (доларів)                  | Розміри (мм)                       | Основний колір                     | Передня сторона                    | Задня сторона                           | Дата виходу                        | Дата кінця обороту                 |
| ---------------------------------- | ---------------------------------- | ---------------------------------- | ---------------------------------- | ---------------------------------- | ---------------------------------- | ---------------------------------- | --------------------------------------- | ---------------------------------- | ---------------------------------- |
| 2007                               |                                    |                                    | 1                                  | 134×68                             | Бузковий                           | Піраміда з трьох каменів           | Водоспад Вікторія і африканський буйвол | 1 серпня 2008                      | 31 грудня 2008                     |
| 2007                               |                                    |                                    | 5                                  | 139×68                             | Коричневий                         | Піраміда із трьох каменів          | Гребля і африканський слон              | 1 серпня 2008                      | 31 грудня 2008                     |
| 2007                               |                                    |                                    | 10                                 | 141×70                             | Зелений                            | Піраміда із трьох каменів          | Трактор на поле                         | 1 серпня 2008                      | 31 грудня 2008                     |
| 2007                               |                                    |                                    | 20                                 | 148×74                             | Червоний                           | Піраміда із трьох каменів          | Гірник і гора зерна                     | 1 серпня 2008                      | 31 грудня 2008                     |
| 2007                               |                                    |                                    | 100                                | 148×74                             | Синій                              | Піраміда з трьох каменів           | Руїни давнього міста                    | 1 серпня 2008                      | 31 грудня 2008                     |
| 2007                               |                                    |                                    | 500                                | 151×75                             | Бузковий                           | Піраміда з трьох каменів           | Ферма і бик                             | 1 серпня 2008                      | 31 грудня 2008                     |
| 2007                               |                                    |                                    | 1000                               | 151×75                             | Коричневий                         | Піраміда з трьох каменів           | Парламент                               | 1 серпня 2008                      | 31 грудня 2008                     |
| 2008                               |                                    |                                    | 10 000                             | 148×74                             | Фіолетовий                         | Піраміда з трьох каменів           | Сільськогосподарська техніка            | 1 серпня 2008                      | 31 грудня 2008                     |
| 2008                               |                                    |                                    | 20 000                             | 148×74                             | Коричневий                         | Піраміда з трьох каменів           | Водоспад і гребля                       | 1 серпня 2008                      | 31 грудня 2008                     |
| 2008                               |                                    |                                    | 50 000                             | 148×74                             | Зелений                            | Піраміда з трьох каменів           | Трактор на полі й гірник                | 1 серпня 2008                      | 31 грудня 2008                     |
| 2008                               |                                    |                                    | 100 000                            | 148×74                             | Фіолетовий                         | Піраміда з трьох каменів           | Африканські буйволи і слон              | 1 серпня 2008                      | 31 грудня 2008                     |
| 2008                               |                                    |                                    | 500 000                            | 148×74                             | Зелений                            | Піраміда з трьох каменів           | Ферма і поле                            | 1 серпня 2008                      | 31 грудня 2008                     |
| 2008                               |                                    |                                    | 1 000 000                          | 154×78                             | Блакитний                          | Піраміда з трьох каменів           | Руїни та буйвол                         | 1 серпня 2008                      | 31 грудня 2008                     |
| 2008                               |                                    |                                    | 10 000 000                         | 148×74                             | Синій                              | Піраміда з трьох каменів           | Руїни та будівля                        | 1 серпня 2008                      | 31 грудня 2008                     |
| 2008                               |                                    |                                    | 50 000 000                         | 148×74                             | Зелений                            | Піраміда з трьох каменів           | Буйвол і руїни                          | 1 серпня 2008                      | 31 грудня 2008                     |
| 2008                               |                                    |                                    | 100 000 000                        | 148×74                             | Червоний                           | Піраміда з трьох каменів           | Гора зерна і зерносховище               | 1 серпня 2008                      | 31 грудня 2008                     |
| 2008                               |                                    |                                    | 200 000 000                        | 148×74                             | Зелений                            | Піраміда з трьох каменів           | Будівля та пам'ятник                    | 1 серпня 2008                      | 31 грудня 2008                     |
| 2008                               |                                    |                                    | 500 000 000                        | 148×74                             | Фіолетовий                         | Піраміда з трьох каменів           | Ферма та гірник                         | 1 серпня 2008                      | 31 грудня 2008                     |
| 2008                               |                                    |                                    | 1 000 000 000                      | 148×74                             | Зелений                            | Піраміда з трьох каменів           | Поле і слон                             | 1 серпня 2008                      | 31 грудня 2008                     |
| 2008                               |                                    |                                    | 5 000 000 000                      | 148×74                             | Червоний                           | Піраміда з трьох каменів           | Трактор на полі та ферма                | 1 серпня 2008                      | 31 грудня 2008                     |
| 2008                               |                                    |                                    | 10 000 000 000                     | 148×74                             | Синій                              | Піраміда з трьох каменів           | Гребля і гірник                         | 1 серпня 2008                      | 31 грудня 2008                     |
| 2008                               |                                    |                                    | 20 000 000 000                     | 148×74                             | Зелений                            | Піраміда з трьох каменів           | Руїни та поле                           | 1 серпня 2008                      | 31 грудня 2008                     |
| 2008                               |                                    |                                    | 50 000 000 000                     | 148×74                             | Помаранчевий                       | Піраміда з трьох каменів           | Руїни та будівля                        | 1 серпня 2008                      | 31 грудня 2008                     |
| 2008                               |                                    |                                    | 10 000 000 000 000                 | 148×74                             | Зелений                            | Піраміда з трьох каменів           | Будівля та руїни                        | 1 серпня 2008                      | 31 грудня 2008                     |
| 2008                               |                                    |                                    | 20 000 000 000 000                 | 148×74                             | Червоний                           | Піраміда з трьох каменів           | Гірник                                  | 1 серпня 2008                      | 31 грудня 2008                     |
| 2008                               |                                    |                                    | 50 000 000 000 000                 | 148×74                             | Зелений                            | Піраміда із трьох каменів          | Гребля та слон                          | 1 серпня 2008                      | 31 грудня 2008                     |
| 2008                               |                                    |                                    | 100 000 000 000 000                | 148×74                             | Синій                              | Піраміда із трьох каменів          | Водоспад Вікторія і африканський буйвіл | 1 серпня 2008                      | 31 грудня 2008                     |

### Четвертий долар (остання серія) 2009 року
| Остання серія офіційних банкнот 2009 року | Остання серія офіційних банкнот 2009 року | Остання серія офіційних банкнот 2009 року | Остання серія офіційних банкнот 2009 року | Остання серія офіційних банкнот 2009 року | Остання серія офіційних банкнот 2009 року | Остання серія офіційних банкнот 2009 року | Остання серія офіційних банкнот 2009 року | Остання серія офіційних банкнот 2009 року |
| Зображення                                | Зображення                                | Номінал (доларів)                         | Розміри (мм)                              | Основний колір                            | Опис                                      | Опис                                      | Дата виходу                               | Дата кінця обороту                        |
| Передня сторона                           | Задня сторона                             | Номінал (доларів)                         | Розміри (мм)                              | Основний колір                            | Передня сторона                           | Задня сторона                             | Дата виходу                               | Дата кінця обороту                        |
| ----------------------------------------- | ----------------------------------------- | ----------------------------------------- | ----------------------------------------- | ----------------------------------------- | ----------------------------------------- | ----------------------------------------- | ----------------------------------------- | ----------------------------------------- |
|                                           |                                           | 1                                         | 148×74                                    | Синій, блакитний                          | Піраміда з трьох каменів                  | Сільськогосподарські роботи               |                                           | 30 червня 2009                            |
|                                           |                                           | 5                                         | 148×74                                    | Зелений, жовтий                           | Піраміда з трьох каменів                  | Гребля та риба                            |                                           | 30 червня 2009                            |
|                                           |                                           | 10                                        | 148×74                                    | Червоний, Рожевий                         | Піраміда з трьох каменів                  | Руїни старовинної будівлі                 |                                           | 30 червня 2009                            |
|                                           |                                           | 20                                        | 148×74                                    | Синій, фіолетовий                         | Піраміда з трьох каменів                  | Теплова електростанція                    |                                           | 30 червня 2009                            |
|                                           |                                           | 50                                        | 148×74                                    | Червоний, помаранчевий                    | Піраміда з трьох каменів                  | Теплова електростанція                    |                                           | 30 червня 2009                            |
|                                           |                                           | 100                                       | 148×74                                    | Коричневий, жовтий                        | Піраміда з трьох каменів                  | Смолоскип над стадіоном                   |                                           | 30 червня 2009                            |
|                                           |                                           | 500                                       | 148×74                                    | Зелений, жовтий                           | Піраміда з трьох каменів                  | Група африканських слонів                 |                                           | 30 червня 2009                            |

## Після скасування
З 2009 року і по теперішній час (грудень 2014 року) в грошовому обігу Зімбабве використовується іноземна валюта, в основному: долар США, євро, фунт стерлінгів, південноафриканський ранд і Ботсванська пула. Курси іноземних валют на сайті Резервного банку Зімбабве вказуються до долара США, в цій валюті вказуються також різні показники в інформації, що публікується банком. Однак відповідно до Закону про Резервний банку долар Зімбабве як і раніше є грошовою одиницею країни, а Резервний банк володіє монополією на випуск банкнот і монет, які є законним платіжним засобом.
6 серпня 2013 року Резервний банк Зімбабве випустив повідомлення для преси, у якому повідомлялося, що найближчим часом в Зімбабве буде продовжувати існувати багатовалютна система, відновлення випуску долара Зімбабве чи іншої нової валюти не планується.
З 2014 в обігу знаходяться гібридні монети (bond coins), які не є самостійною валютою, але сурогатом американського долара. Заплановано введення в обіг сурогатних банкнот.

## Цікаві факти
- У 2009 році Гідеон Гоно, директор Резервного банку Зімбабве, отримав Шнобелівську премію[5] з математики: в умовах галопуючої гіперінфляції він змусив все населення своєї країни вивчити математику шляхом випуску купюр номіналами від 1 цента аж до 100 трильйонів зімбабвійських доларів.